# Hertfordshire
Hertfordshire (/ˈhɑːrtfərdʃɪər/ ⓘ hoặc /ˈhɑːrfərdʃər/; viết tắt Herts) là một hạt nghi lễ của Anh không giáp biển, giáp vùng đô thị Đại Luân Đôn ở phía nam, Buckinghamshire (phía tây), Bedfordshire (bao gồm cả các cơ quan đơn nhất của Luton, Trung Bedfordshire ở phía bắc), Cambridgeshire (ở phía bắc phía đông) và Essex (phía đông). Hạt có diện tích km2, dân số người. Thủ phủ hạt đóng ở Hertford.